# Park Nam-Gyu

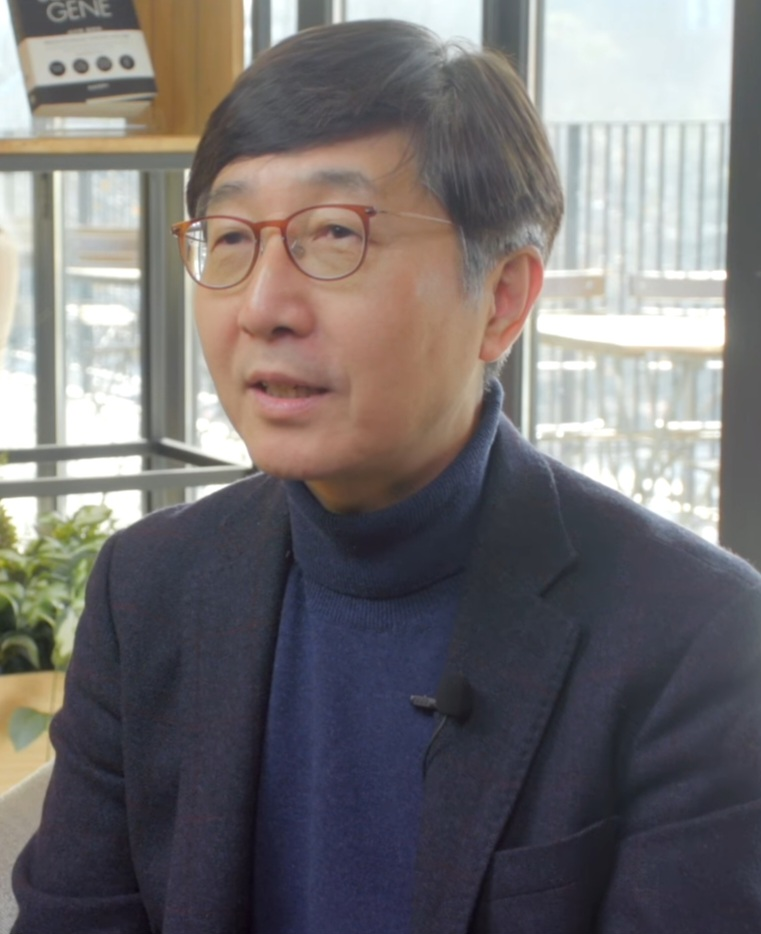
Park Nam-Gyu

Park Nam-Gyu (* 3. September 1960) ist ein koreanischer Chemiker.
Park studierte Chemie an der Seoul National University mit dem Bachelor-Abschluss 1988 und dem Master-Abschluss 1992 und wurde dort 1995 in Anorganischer Chemie (Festkörperchemie) promoviert. Als Post-Doktorand war er 1996/97 in Bordeaux (Institut für Festkörperchemie in Pessac) und 1997 bis 1999 am National Renewable Energy Laboratory in Golden (Colorado). 2000 bis 2005 war er leitender Wissenschaftler am Electronics and Telecommunications Research Institute (ETRI) in Daejeon und 2005 bis 2009 leitender Wissenschaftler und Direktor des Zentrums für Solarzellenforschung am Korea Institute of Science and Technology (KIST). 2009 wurde er Professor an der Sungkyunkwan-Universität (SKKU). Er ist Fellow der SKKU.
2017 gehörte er mit Tsutomu Miyasaka und Henry J. Snaith zu den Clarivate Citation Laureates, die als Nobelpreiskandidaten für Beiträge zu Perowskiten als Solarzellen-Material gehandelt wurden insbesondere aufgrund hochzitierter Arbeiten. Metallorganische Perowskite stellten sich nach ihrer Entdeckung um 2012 als vielversprechende neue Solarzellenmaterialien heraus sowohl in Hinblick auf Effizienz als auch auf einfache Verarbeitbarkeit. Park hat (Stand 2017) einen h-Index von 70.
Er erhielt den koreanischen Scientist Award of the Month (MEST, Korea), den KyungHyang Electricity and Energy Award (KEPCO, Korea), den KIST Award of the Year (KIST, Korea), den Dupont Science and Technology Award (Dupont Korea) und den Outstanding Research Award der Material Research Society (MRS, Boston). Für 2018 wurde ihm ein Ho-Am-Preis zugesprochen.

## Schriften
- mit J. Van de Lagemaat, A. J. Frank: Comparison of dye-sensitized rutile-and anatase-based TiO2 solar cells, Journal of Physical Chemistry B, Band 104, 2000, S.  8989–8994
- mit J. H. Im u. a.: 6.5% efficient perovskite quantum-dot-sensitized solar cell, Nanoscale, Band 3, 2011, S. 4088–4093
- mit H. S. Kim u. a.: Lead iodide perovskite sensitized all-solid-state submicron thin film mesoscopic solar cell with efficiency exceeding 9%. In: Scientific reports. Band 2, 2012, S. 591, doi:10.1038/srep00591, PMID 22912919, PMC 3423636 (freier Volltext).
- Organometal perovskite light absorbers toward a 20% efficiency low-cost solid-state mesoscopic solar cell, Journal of Physical Chemistry Letters, Band 4, 2013, S. 2423–2429